# Yolanda Penteado
Yolanda Penteado, il cui nome completo era Yolanda de Ataliba Nogueira Penteado (Leme, 1903 – Stanford, 14 agosto 1983), è stata una socialite, collezionista d'arte e mecenate brasiliana.

## Biografia
Figlia di Juvenal Leite Penteado e Guiomar de Ataliba Nogueira, una facoltosa coppia di Leme, nacque nella fazenda Empyreo. Già in gioventù mostrò interesse per il mondo dell'arte frequentando personaggi come Tarsila do Amaral, Lasar Segall, Victor Brecheret, Anita Malfatti, Oswald de Andrade, Mário de Andrade, Guilherme de Almeida, Sarah Bernhardt.
Ebbe una relazione con Alberto Santos Dumont e un'altra con Assis Chateaubriand, entrambe piuttosto brevi. Sposò Jayme da Silva Telles, un amico di famiglia, che lasciò dopo tredici anni suscitando polemiche, e poi l'italo-brasiliano Francisco Matarazzo Sobrinho, persona molto ricca e influente all'epoca.
Yolanda Penteado e Matarazzo organizzarono la prima Bienal de São Paulo, l'8 ottobre 1951, con 1.800 opere provenienti da 21 paesi.
La Penteado svolse un ruolo importante nella fondazione del Museo d'Arte di San Paolo. Dopo essersi separata anche dal secondo marito divenne una grande collezionista di opere d'arte (alcune delle quali eseguite da Pablo Picasso e Amedeo Modigliani), che in vecchiaia donò al Museo.